# Scherma ai Giochi della XVIII Olimpiade - Spada a squadre maschile
La competizione della spada a squadre maschile  di scherma ai Giochi della XVIII Olimpiade si tenne nei giorni 20 e 21 ottobre 1964 alla Università di Waseda a Tokyo.

## Prima fase
5 gruppi. Le migliori 6 squadre, in base alla percentuale di vittorie/sconfitte e attacchi persi/attacchi persi, avanzano ai quarti di finale. le classificate dal 7º al 10º posto agli ottavi di finale.

### Gruppo A
Classifica
| Pos. | Nazione          | Vittorie | VI | SI | Incontri                    | Incontri            | Incontri             | Incontri          |
| Pos. | Nazione          | Vittorie | VI | SI | Unione Sovietica (bandiera) | Svizzera (bandiera) | Argentina (bandiera) | Libano (bandiera) |
| ---- | ---------------- | -------- | -- | -- | --------------------------- | ------------------- | -------------------- | ----------------- |
| 1    | Unione Sovietica | 2        | 24 | 2  | X                           | ND                  | 15-1                 | 9-1               |
| 2    | Svizzera         | 2        | 21 | 8  | ND                          | X                   | 9-5                  | 12-3              |
| 3    | Argentina        | 0        | 6  | 24 | 1-15                        | 5-9                 | X                    | ND                |
| 4    | Libano           | 0        | 4  | 21 | 1-9                         | 3-12                | ND                   | X                 |

Incontri
| Atleti (Vittorie individuali)                                                      | Nazione                     | VT | VT | Nazione              | Atleti (Vittorie individuali)                                                |
| ---------------------------------------------------------------------------------- | --------------------------- | -- | -- | -------------------- | ---------------------------------------------------------------------------- |
| Bruno Habārovs (4), Aleksej Nikančikov (4) Jurij Smoljakov (4), Guram Kostava (3)  | Unione Sovietica (bandiera) | 15 | 1  | Argentina (bandiera) | Félix Galimi (1), Zelmar Casco (0) Jesús Taboada (0), Francisco Serp (0)     |
| Claudio Polledri (2), Jean Gontier (4) Paul Meister (0), Walter Bar (3)            | Svizzera (bandiera)         | 9  | 5  | Argentina (bandiera) | Félix Galimi (1), Zelmar Casco (2) Jesús Taboada (1), Francisco Serp (1)     |
| Paul Meister (4), Michel Steininger (2) Jean Gontier (3), Walter Bar (3)           | Svizzera (bandiera)         | 12 | 3  | Libano (bandiera)    | Michel Saykali (1), Joseph Gemayel (0) Hassan El-Said (2), Ibrahim Osman (0) |
| Grigorij Kriss (2), Bruno Habārovs (2) Aleksej Nikančikov (2), Jurij Smoljakov (3) | Unione Sovietica (bandiera) | 9  | 1  | Libano (bandiera)    | Joseph Gemayel (0), Ibrahim Osman (1) Hassan El-Said (0), Michel Saykali (0) |

### Gruppo B
Classifica
| Pos. | Nazione   | Vittorie | VI | SI | Incontri          | Incontri           | Incontri             | Incontri            |
| Pos. | Nazione   | Vittorie | VI | SI | Svezia (bandiera) | Austria (bandiera) | Australia (bandiera) | Colombia (bandiera) |
| ---- | --------- | -------- | -- | -- | ----------------- | ------------------ | -------------------- | ------------------- |
| 1    | Svezia    | 2        | 23 | 5  | X                 | ND                 | 9-3                  | 14-2                |
| 2    | Austria   | 2        | 24 | 4  | ND                | X                  | 11-3                 | 13-1                |
| 3    | Australia | 0        | 6  | 20 | 3-9               | 3-11               | X                    | ND                  |
| 4    | Colombia  | 0        | 3  | 27 | 2-14              | 1-13               | ND                   | X                   |

Incontri
| Atleti (Vittorie individuali)                                                        | Nazione            | VT | VT | Nazione              | Atleti (Vittorie individuali)                                                   |
| ------------------------------------------------------------------------------------ | ------------------ | -- | -- | -------------------- | ------------------------------------------------------------------------------- |
| Udo Birnbaum (4), Herbert Polzhuber (4) Roland Losert (3), Rudolf Trost (2)          | Austria (bandiera) | 13 | 1  | Colombia (bandiera)  | Emilio Echeverry (1), Ernesto Sastre (0) Dibier Tamayo (0), Humberto Posada (0) |
| Carl-Wilhelm Engdahl (2), Ivar Genesjö (3) Göran Abrahamsson (3), Hans Lagerwall (1) | Svezia (bandiera)  | 9  | 3  | Australia (bandiera) | Russell Hobby (1), John Humphreys (0) Imants Terrauds (1), Ivan Lund (1)        |
| Carl-Wilhelm Engdahl (3), Ivar Genesjö (4) Göran Abrahamsson (3), Hans Lagerwall (4) | Svezia (bandiera)  | 14 | 2  | Colombia (bandiera)  | Emilio Echeverry (2), Ernesto Sastre (0) Dibier Tamayo (0), Humberto Posada (0) |
| Roland Losert (4), Herbert Polzhuber (2) Marcus Leyrer (1), Udo Birnbaum (4)         | Austria (bandiera) | 11 | 3  | Australia (bandiera) | Ian Bowditch (0), John Humphreys (1) Russell Hobby (1), Ivan Lund (1)           |

### Gruppo C
Classifica
| Pos. | Nazione  | Vittorie | VI | SI | Incontri          | Incontri            | Incontri            | Incontri        |
| Pos. | Nazione  | Vittorie | VI | SI | Italia (bandiera) | Ungheria (bandiera) | Giappone (bandiera) | Iran (bandiera) |
| ---- | -------- | -------- | -- | -- | ----------------- | ------------------- | ------------------- | --------------- |
| 1    | Italia   | 2        | 25 | 2  | X                 | ND                  | 9-2                 | 16-0            |
| 2    | Ungheria | 2        | 25 | 5  | ND                | X                   | 11-4                | 14-1            |
| 3    | Giappone | 0        | 6  | 20 | 2-9               | 4-11                | X                   | ND              |
| 4    | Iran     | 0        | 1  | 30 | 0-16              | 1-14                | ND                  | X               |

Incontri
| Atleti (Vittorie individuali)                                                                      | Nazione             | VT | VT | Nazione             | Atleti (Vittorie individuali)                                                       |
| -------------------------------------------------------------------------------------------------- | ------------------- | -- | -- | ------------------- | ----------------------------------------------------------------------------------- |
| Alberto Pellegrino (4), Giovanni Battista Breda (4) Gianluigi Saccaro (4), Gianfranco Paolucci (4) | Italia (bandiera)   | 16 | 0  | Iran (bandiera)     | Houshmand Almasi (0), Nasser Madani (0) Bizhan Zarnegar (0), Shahpour Zarnegar (0)  |
| Árpád Bárány (1), István Kausz (3) Győző Kulcsár (4), Zoltán Nemere (3)                            | Ungheria (bandiera) | 11 | 4  | Giappone (bandiera) | Toshiaki Araki (2), Katsutada Minatoi (0) Kazuhiko Tabuchi (0), Heizaburo Okawa (2) |
| Árpád Bárány (3), Győző Kulcsár (4) Tamás Gábor (4), Zoltán Nemere (3)                             | Ungheria (bandiera) | 14 | 1  | Iran (bandiera)     | Houshmand Almasi (0), Nasser Madani (0) Bizhan Zarnegar (1), Shahpour Zarnegar (0)  |
| Alberto Pellegrino (1), Gianluigi Saccaro (3) Giovanni Battista Breda (3), Gianfranco Paolucci (2) | Italia (bandiera)   | 9  | 2  | Giappone (bandiera) | Takeshi Teshima (0), Toshiaki Araki (1) Katsutada Minatoi (0), Heizaburo Okawa (1)  |

### Gruppo D
Classifica
| Pos. | Nazione       | Vittorie | VI | SI | Incontri                             | Incontri                 | Incontri               | Incontri |
| Pos. | Nazione       | Vittorie | VI | SI | Squadra Unificata Tedesca (bandiera) | Gran Bretagna (bandiera) | Stati Uniti (bandiera) |          |
| ---- | ------------- | -------- | -- | -- | ------------------------------------ | ------------------------ | ---------------------- | -------- |
| 1    | Germania      | 1        | 17 | 14 | X                                    | 8-8*                     | 9-6                    |          |
| 2    | Gran Bretagna | 1        | 16 | 16 | 8*-8                                 | X                        | 8-8*                   |          |
| 3    | Stati Uniti   | 1        | 14 | 17 | 6-9                                  | 8*-8                     | X                      |          |

Incontri
| Atleti (Vittorie individuali)                                           | Nazione                              | VT     | VT     | Nazione                              | Atleti (Vittorie individuali)                                           |
| ----------------------------------------------------------------------- | ------------------------------------ | ------ | ------ | ------------------------------------ | ----------------------------------------------------------------------- |
| Volkmar Wurtz (2), Haakon Stein (2) Franz Rompza (2), Paul Gnaier (3)   | Squadra Unificata Tedesca (bandiera) | 9      | 6      | Stati Uniti (bandiera)               | Paul Pesthy (0), Frank Anger (2) David Micahnik (1), Larry Anastasi (3) |
| Bill Hoskyns (3), John Pelling (3) Peter Jacobs (2), Michael Howard (0) | Gran Bretagna (bandiera)             | 8 (66) | 8 (62) | Squadra Unificata Tedesca (bandiera) | Haakon Stein (2), Franz Rompza (2) Volkmar Wurtz (3), Max Geuter (1)    |
| Paul Pesthy (3), Larry Anastasi (1) Frank Anger (2), David Micahnik (2) | Stati Uniti (bandiera)               | 8 (61) | 8 (58) | Gran Bretagna (bandiera)             | Allan Jay (1), John Pelling (3) Peter Jacobs (1), Bill Hoskyns (3)      |

### Gruppo E
Classifica
| Pos. | Nazione       | Vittorie | VI | SI | Incontri           | Incontri           | Incontri                 | Incontri |
| Pos. | Nazione       | Vittorie | VI | SI | Polonia (bandiera) | Francia (bandiera) | Corea del Sud (bandiera) |          |
| ---- | ------------- | -------- | -- | -- | ------------------ | ------------------ | ------------------------ | -------- |
| 1    | Polonia       | 1        | 14 | 2  | X                  | ND                 | 14-2                     |          |
| 2    | Francia       | 1        | 9  | 0  | ND                 | X                  | 9-0                      |          |
| 3    | Corea del Sud | 0        | 2  | 23 | 2-14               | 0-9                | X                        |          |

Incontri
| Atleti (Vittorie individuali)                                                           | Nazione            | VT | VT | Nazione                  | Atleti (Vittorie individuali)                                          |
| --------------------------------------------------------------------------------------- | ------------------ | -- | -- | ------------------------ | ---------------------------------------------------------------------- |
| Jerzy Pawłowski (3), Henryk Nielaba (4) Mikolaj Pomarnacki (3), Bohdan Andrzejewski (4) | Polonia (bandiera) | 14 | 2  | Corea del Sud (bandiera) | Sin Du-Ho (1), Kim Chang-Hwan (0) Han Myeong-Seok (1), Kim Man-Sig (0) |
| Jacques Brodin (3), Claude Bourquard (2) Yves Dreyfus (2), Claude Brodin (2)            | Francia (bandiera) | 9  | 0  | Corea del Sud (bandiera) | Sin Du-Ho (0), Kim Chang-Hwan (0) Han Myeong-Seok (0), Kim Man-Sig (0) |

## Eliminazione diretta
|  | Spareggio     | Spareggio     | Spareggio |  |  | Quarti di finale | Quarti di finale | Quarti di finale |   |          | Semifinali | Semifinali | Semifinali |         |         | Finale  | Finale | Finale |
|  |               |               |           |  |  |                  |                  |                  |   |          |            |            |            |         |         |         |        |        |
|  | Ungheria      | Ungheria      | 8         |  |  |                  |                  |                  |   |          |            |            |            |         |         |         |        |        |
|  | Austria       | Austria       | 1         |  |  | Ungheria         | Ungheria         | 8                |   |          |            |            |            |         |         |         |        |        |
|  |               |               |           |  |  | Unione Sovietica | Unione Sovietica | 4                |   |          |            |            |            |         |         |         |        |        |
|  |               |               |           |  |  |                  |                  |                  |   | Ungheria | Ungheria   | 9          |            |         |         |         |        |        |
|  |               |               |           |  |  |                  | Francia          | Francia          | 3 |          |            |            |            |         |         |         |        |        |
|  |               |               |           |  |  | Francia          | Francia          | 8                |   |          |            |            |            |         |         |         |        |        |
|  |               |               |           |  |  | Germania         | Germania         | 4                |   |          |            |            |            |         |         |         |        |        |
|  |               |               |           |  |  |                  |                  |                  |   |          | Ungheria   | Ungheria   | 8          |         |         |         |        |        |
|  |               |               |           |  |  |                  | Italia           | Italia           | 3 |          |            |            |            |         |         |         |        |        |
|  |               |               |           |  |  | Italia           | Italia           | 9                |   |          |            |            |            |         |         |         |        |        |
|  |               |               |           |  |  | Polonia          | Polonia          | 6                |   |          |            |            |            |         |         |         |        |        |
|  |               |               |           |  |  |                  |                  |                  |   | Italia   | Italia     | 8          |            | 3 posto | 3 posto | 3 posto |        |        |
|  |               |               |           |  |  |                  | Svezia           | Svezia           | 2 |          |            |            |            |         |         |         |        |        |
|  |               |               |           |  |  | Svezia           | Svezia           | 9                |   |          |            |            |            |         | Francia | Francia | 8 (64) |        |
|  | Svizzera      | Svizzera      | 8         |  |  | Svizzera         | Svizzera         | 1                |   | Svezia   | Svezia     | 8 (51)     |            |         |         |         |        |        |
|  | Gran Bretagna | Gran Bretagna | 4         |  |  |                  |                  |                  |   |          |            |            |            |         |         |         |        |        |

|  | Semifinali 5º posto | Semifinali 5º posto | Semifinali 5º posto |         |          | Finale 5º posto | Finale 5º posto | Finale 5º posto |  |
|  |                     |                     |                     |         |          |                 |                 |                 |  |
|  | Unione Sovietica    | Unione Sovietica    | 3                   |         |          |                 |                 |                 |  |
|  | Unione Sovietica    | Unione Sovietica    | 3                   |         |          |                 |                 |                 |  |
|  | Germania            | Germania            | 8                   |         |          |                 |                 |                 |  |
|  | Germania            | Germania            | 8                   |         | Germania | Germania        | 8 (62)          |                 |  |
|  |                     |                     |                     |         | Germania | Germania        | 8 (62)          |                 |  |
|  |                     |                     | Polonia             | Polonia | 8 (66)   |                 |                 |                 |  |
|  | Polonia             | Polonia             | Polonia             | Polonia | 8 (66)   | 9               |                 |                 |  |
|  | Polonia             | Polonia             |                     |         |          |                 |                 |                 |  |
|  | Svizzera            | Svizzera            | 5                   |         |          |                 |                 |                 |  |

| Ottavi di finale                                                         |          |               |                                                                             |
| Squadra                                                                  | Squadra  | Squadra       | Squadra                                                                     |
| Atleti (Vittorie individuali)                                            | VT       | VT            | Atleti (Vittorie individuali)                                               |
| Ungheria                                                                 | Ungheria | Austria       | Austria                                                                     |
| Zoltán Nemere (2), Árpád Bárány (3) Győző Kulcsár (2), Tamás Gábor (1)   | 8        | 1             | Roland Losert (0), Rudolf Trost (1) Udo Birnbaum (0), Herbert Polzhuber (0) |
| Svizzera                                                                 | Svizzera | Gran Bretagna | Gran Bretagna                                                               |
| Paul Meister (2), Michel Steininger (1) Jean Gontier (2), Walter Bar (3) | 8        | 4             | Bill Hoskyns (1), John Pelling (1) Allan Jay (0), Peter Jacobs (2)          |

| Quarti di finale                                                                                |          |                  |                                                                                        |
| Squadra                                                                                         | Squadra  | Squadra          | Squadra                                                                                |
| Atleti (Vittorie individuali)                                                                   | VT       | VT               | Atleti (Vittorie individuali)                                                          |
| Ungheria                                                                                        | Ungheria | Unione Sovietica | Unione Sovietica                                                                       |
| Zoltán Nemere (1), Árpád Bárány (2) Győző Kulcsár (3), Tamás Gábor (2)                          | 8        | 4                | Bruno Habārovs (0), Guram Kostava (1) Aleksej Nikančikov (1), Grigorij Kriss (2)       |
| Francia                                                                                         | Francia  | Germania         | Germania                                                                               |
| Jacques Brodin (3), Claude Bourquard (2) Yves Dreyfus (3), Jacques Guittet (0)                  | 8        | 4                | Franz Rompza (2), Volkmar Wurtz (1) Paul Gnaier (1), Haakon Stein (0)                  |
| Italia                                                                                          | Italia   | Polonia          | Polonia                                                                                |
| Gianluigi Saccaro (3), Alberto Pellegrino (1) Giuseppe Delfino (4), Giovanni Battista Breda (1) | 9        | 6                | Henryk Nielaba (1), Bogdan Gonsior (2) Mikolaj Pomarnacki (2), Bohdan Andrzejewski (1) |
| Svezia                                                                                          | Svezia   | Svizzera         | Svizzera                                                                               |
| Orvar Lindwall (3), Ivar Genesjö (2) Göran Abrahamsson (2), Hans Lagerwall (2)                  | 9        | 1                | Claudio Polledri (0), Paul Meister (0) Walter Bar (1), Jean Gontier (0)                |

| Semifinali 5º posto                                                                              |          |                  |                                                                                   |
| Squadra                                                                                          | Squadra  | Squadra          | Squadra                                                                           |
| Atleti (Vittorie individuali)                                                                    | VT       | VT               | Atleti (Vittorie individuali)                                                     |
| Germania                                                                                         | Germania | Unione Sovietica | Unione Sovietica                                                                  |
| Franz Rompza (2), Max Geuter (2) Volkmar Wurtz (2), Paul Gnaier (2)                              | 8        | 3                | Aleksej Nikančikov (1), Guram Kostava (1) Jurij Smoljakov (0), Grigorij Kriss (1) |
| Polonia                                                                                          | Polonia  | Svizzera         | Svizzera                                                                          |
| Henryk Nielaba (2), Bohdan Andrzejewski (4) Mikolaj Pomarnacki (1), Bogdan Gonsior (2)           | 9        | 5                | Claudio Polledri (1), Walter Bar (2) Jean Gontier (0), Michel Steininger (2)      |
| Semifinali                                                                                       |          |                  |                                                                                   |
| Ungheria                                                                                         | Ungheria | Francia          | Francia                                                                           |
| Győző Kulcsár (3), István Kausz (2) Zoltán Nemere (2), Tamás Gábor (2)                           | 9        | 3                | Jacques Brodin (1), Claude Bourquard (1) Yves Dreyfus (1), Claude Brodin (0)      |
| Italia                                                                                           | Italia   | Svezia           | Svezia                                                                            |
| Gianluigi Saccaro (3), Gianfranco Paolucci (2) Giuseppe Delfino (0), Giovanni Battista Breda (3) | 8        | 2                | Orvar Lindwall (1), Ivar Genesjö (0) Göran Abrahamsson (0), Hans Lagerwall (1)    |

| Finale 5º posto                                                                        |          |          |                                                                                                  |
| Squadra                                                                                | Squadra  | Squadra  | Squadra                                                                                          |
| Atleti (Vittorie individuali)                                                          | VT       | VT       | Atleti (Vittorie individuali)                                                                    |
| Polonia                                                                                | Polonia  | Germania | Germania                                                                                         |
| Henryk Nielaba (3), Mikolaj Pomarnacki (2) Bogdan Gonsior (2), Bohdan Andrzejewski (1) | 8 (66)   | 8 (62)   | Franz Rompza (2), Max Geuter (2) Volkmar Wurtz (2), Paul Gnaier (2)                              |
| Finale 3º posto                                                                        |          |          |                                                                                                  |
| Francia                                                                                | Francia  | Svezia   | Svezia                                                                                           |
| Jacques Brodin (2), Jacques Guittet (2) Claude Bourquard (2), Jacques Guittet (2)      | 8 (64)   | 8 (59)   | Orvar Lindwall (2), Ivar Genesjö (3) Göran Abrahamsson (1), Hans Lagerwall (2)                   |
| Finale                                                                                 |          |          |                                                                                                  |
| Ungheria                                                                               | Ungheria | Italia   | Italia                                                                                           |
| Győző Kulcsár (4), István Kausz (0) Zoltán Nemere (3), Tamás Gábor (1)                 | 8        | 3        | Gianluigi Saccaro (1), Giuseppe Delfino (0) Giovanni Battista Breda (1), Gianfranco Paolucci (1) |

## Podio
| Oro                                                                        | Argento                                                                                                  | Bronzo                                                                             |
| Ungheria Árpád Bárány Tamás Gábor István Kausz Győző Kulcsár Zoltán Nemere | Italia Giovanni Battista Breda Giuseppe Delfino Gianfranco Paolucci Alberto Pellegrino Gianluigi Saccaro | Francia Claude Bourquard Claude Brodin Yves Dreyfus Jacques Guittet Jacques Brodin |